# Burgstall Thürsnacht
Der vermutlich hochmittelalterliche Burgstall Thürsnacht ist der Rest einer abgegangenen Gipfelburg, die sich einst auf einer felsigen Bergkuppe erhob. Der Burgstall liegt östlich des Weilers Thürsnacht in der Gemeinde Lauterhofen im oberpfälzischen Landkreis Neumarkt in der Oberpfalz in Bayern, Deutschland. Von der Burg, über die bis heute nicht sehr viel bekannt ist, und bei der es sich vielleicht um die Burg Thürstein handelt, ist nur noch ein Ringwall vorhanden. Das vom bayerischen Landesamt für Denkmalpflege als „Mittelalterlicher Burgstall“ erfasste Bodendenkmal trägt die Denkmalnummer D-3-6635-0051.

## Geographische Lage

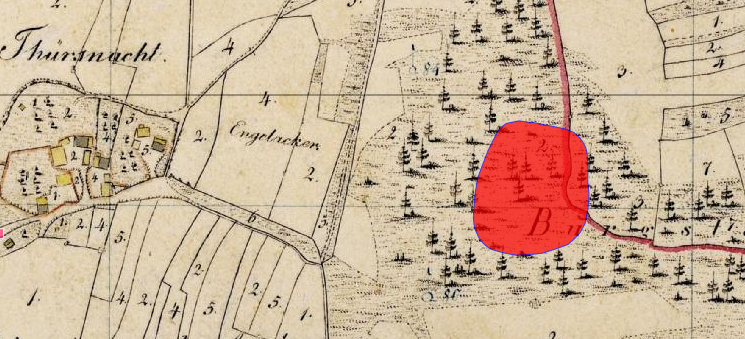
Lageplan des Burgstalls Thürsnacht auf dem Urkataster von Bayern

Die Stelle der ehemaligen Burg befindet sich im Zentrum des Mittelgebirges Fränkische Alb, der mittleren Frankenalb, auf einer 557,8 m ü. NN hohen Kuppe eines westlich benachbarten Erhebung des Fleckelberges. Der Burgstall liegt etwa 450 Meter östlich der Ortsmitte von Thürsnacht oder etwa 6 Kilometer südöstlich von Lauterhofen.
Die von Natur aus am besten geschützte Nordseite der Kuppe fällt erst mit bis zu 15 Meter sehr steil, größtenteils durch senkrechten Felsabsturz ab, und geht dann in mäßig steilen Hangabfall in das Wirlbachtal über. Der gesamte West- und der Südhang des Berges fallen ebenfalls nur mit mäßig steiler Böschung in die benachbarten Niederungen ab, nur die Ostseite geht in einen nur wenige Meter tiefer als das Burggelände liegenden Bergsattel über, und steigt dann zu einer benachbarten, etwa gleich hohen Kuppe an, die anschließend in das Tal des Utzenhofer Baches abfällt.

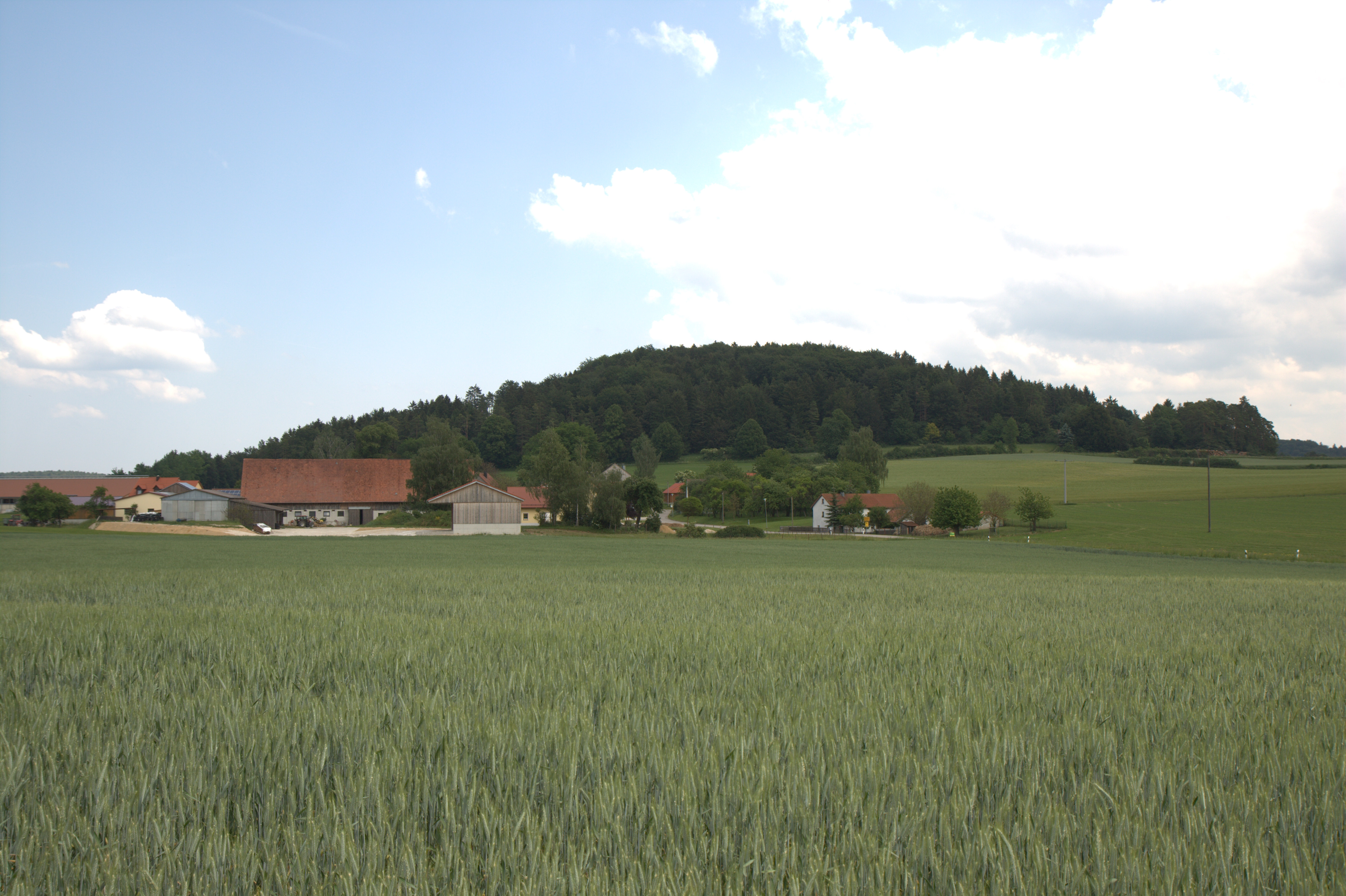
Bild 1: Ansicht des Burgberges, im Vordergrund der Weiler Thürsnacht

In der Nähe befinden sich noch weitere ehemalige mittelalterliche Burgen, nur wenige Kilometer nordnordwestlich befindet sich auf dem 626,6 Meter hohen Dietrichstein der sogenannte Burgstall Schweppermannsburg, bei dem es sich vermutlich um die Burg Thierenstein handelt.
In südwestlicher Richtung lag auf dem Habsberg ein weiterer Burgstall, der aber durch die Große und die Kleine Wallfahrtskirche Mariä Himmelfahrt überbaut wurde. Etwas weiter liegen die Burgställe Lützelburg, und Hofberg oder Alte Kirche, sowie ein frühmittelalterlicher Ringwall bei Unterwiesenacker.
Südlich dieses Burgstalles befinden sich noch der Burgstall Plankenstein, und die Burgruinen Helfenberg, Velburg und Adelburg.

## Geschichte der Burg
Über die abgegangene Burg bei Thürsnacht existieren keinerlei bekannte geschichtliche Nachrichten, sie ist urkundlich nicht eindeutig zuordenbar, so dass weder der Bauherr noch die Erbauungszeit der Burg zu erfahren ist, nach Rädle könnte es sich aber um die „sehr alte“ Burg Thürstein handeln. Der Name leitet sich wohl von „Turm“ ab, auch der benachbarte Weiler Thürsnacht könnte seinen Namen von „Nahe beim Turm“ ableiten. Allerdings wird auch der Burgstall auf dem Dietrichstein mit der Burg Thürstein identifiziert. Die Burg Thürstein war wohl um das Jahr 1200 nur noch eine Ruine, denn 1219 wurde das zerstörte Kloster Kastl „mit den Trümmern des Schlosses Thürstein“ wieder errichtet.
Die Stelle der ehemaligen Burg ist dicht mit Wald bewachsen, von ihr hat sich nur noch ein Ringwall erhalten. Ein nicht beschilderter Waldweg führt zum frei zugänglichen Burgstall.

## Beschreibung
Die Stelle der abgegangenen Höhenburg liegt auf dem höchsten Punkt einer ebenen, nach Süden leicht abfallenden Bergkuppe (Bild 1). Die Nordseite der Kuppe fällt etwa 15 Meter senkrecht ab (Titelbild), die Südseite der Anlage sitzt einer zwei Meter hohen Felsstufe auf (Bild 2). Die beiden restlichen Seiten gehen in einen nur mäßig steilen Berghang über, so dass diese drei, von Natur aus am schlechtesten geschützten Seiten mit einem Steinwall umzogen werden mussten. Dieser Wall (Bild 3, 4 und 5) ist bis zu einem Meter hoch über der Innenfläche der Anlage erhalten. An seiner Innenseite ist ein heute sehr verflachter Graben zu erkennen.
Die Fläche dieser vermutlich einteiligen Gipfelburg ist von ovaler Form, und Maß etwa 85 × 40 Meter, Spuren einstiger Bebauung sind Obertägig nicht mehr zu sehen (Panorama). Eine Unterbrechung im Wall an der Nordseite der Anlage zeigt wohl den ehemaligen Zugang zur Burg (Bild 6 und 7). Diese Annahme unterstreicht auch ein aus dem Ringwall bastionsartig vorspringender, und den Zugang an der Südseite flankierender Teil des Walls (Bild 7 und 8), bei dem es sich vielleicht um eine Turmstelle handelt.

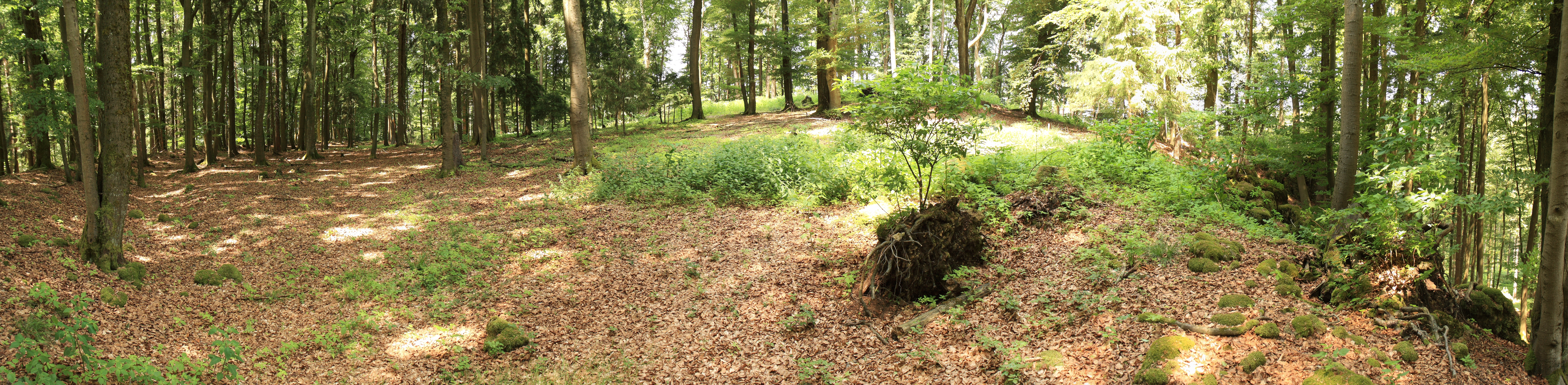
Ansicht der Burgfläche aus östlicher Richtung. Links ist der Randwall mit dem seichten Graben zu erkennen
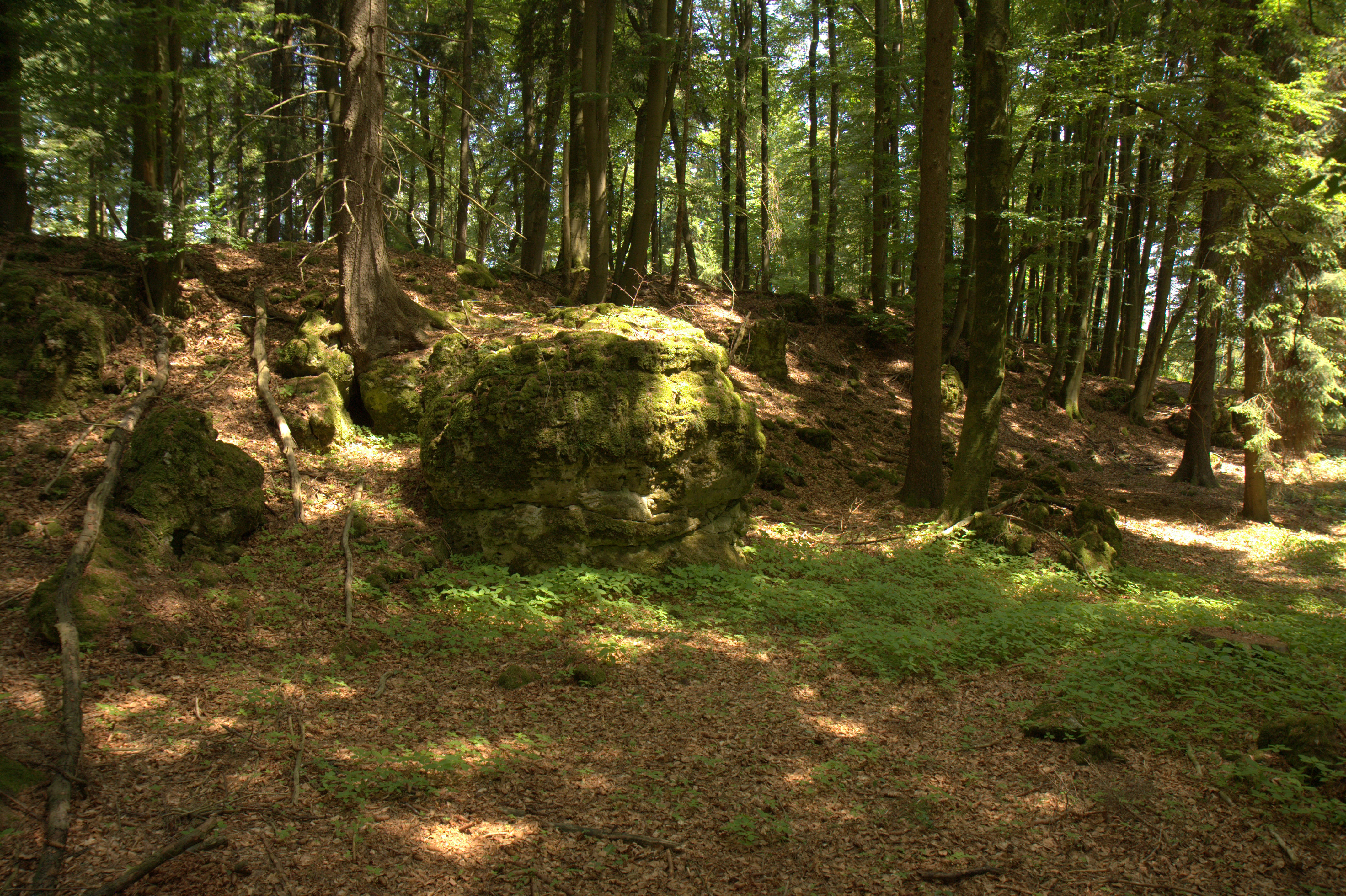
Bild 2: Südseite des Burgstalls
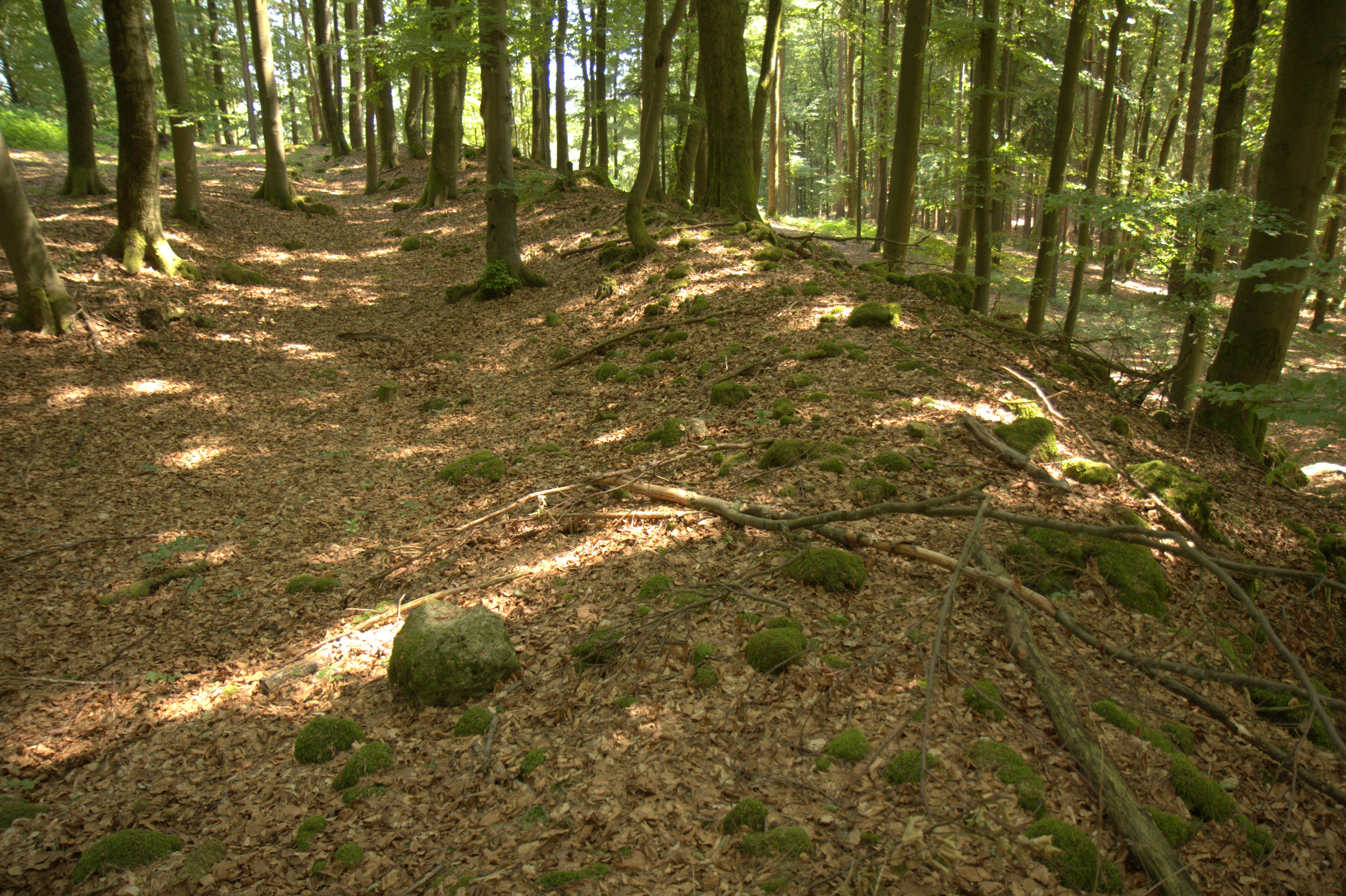
Bild 3: Ringwall an der Südseite, Blick von Westen. Links die Burgfläche
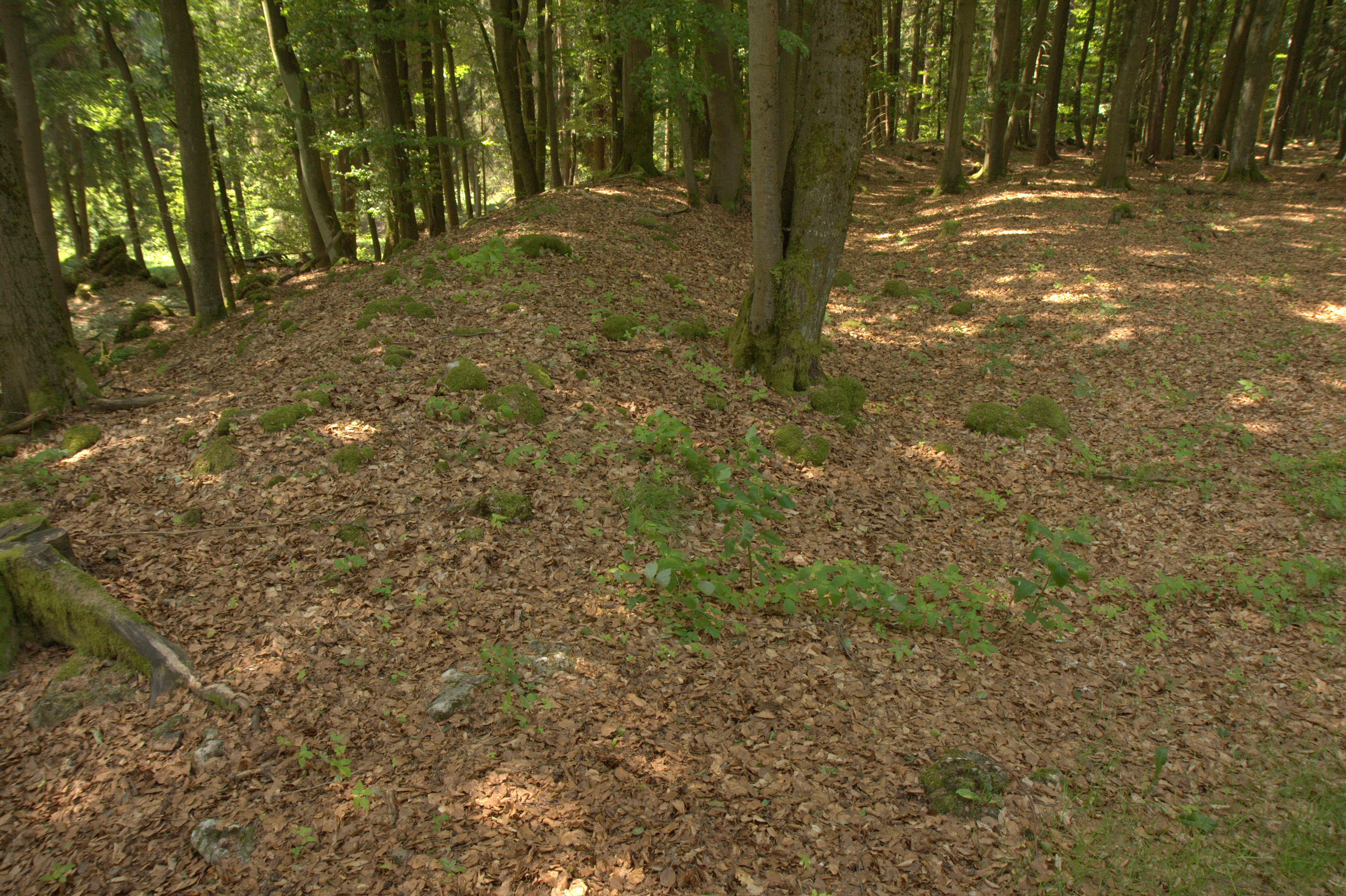
Bild 4: Ringwall an der Südseite, Blick von Osten. Rechts die Burgfläche
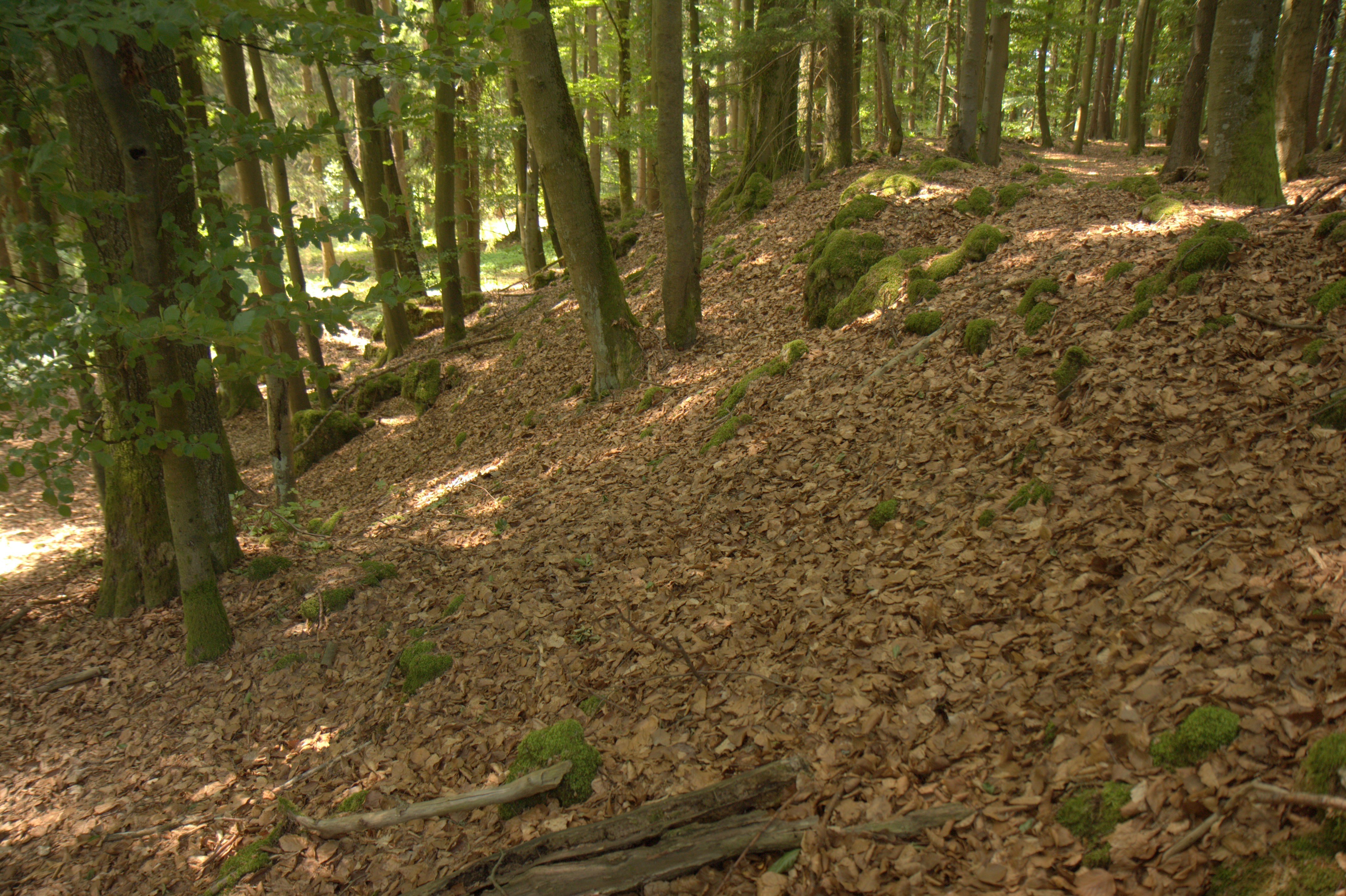
Bild 5: Außenseite des Ringwalles im südlichen Bereich
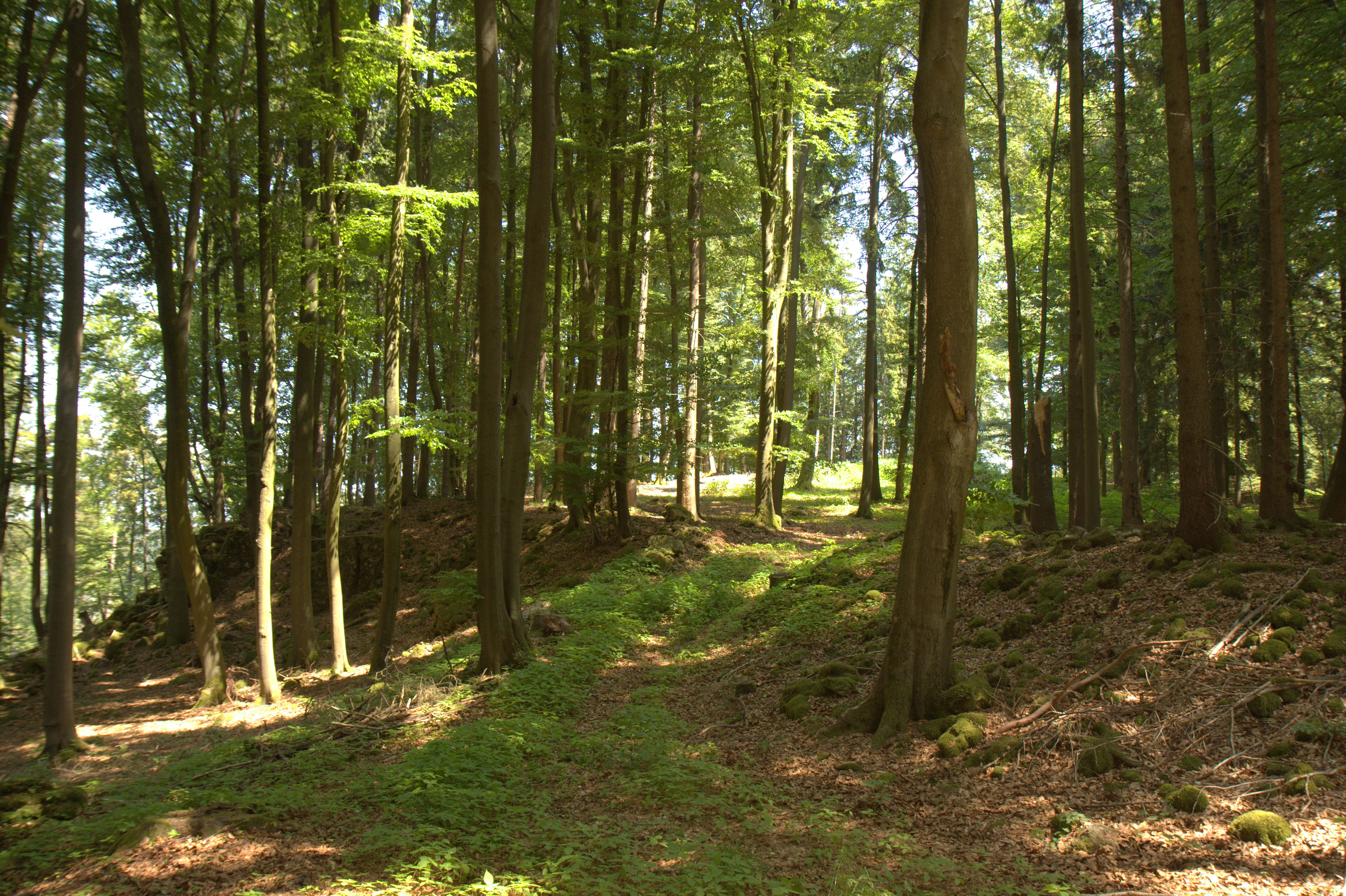
Bild 6: Früherer Zugang zur Burg, rechts der vorspringende Teil des Ringwalles
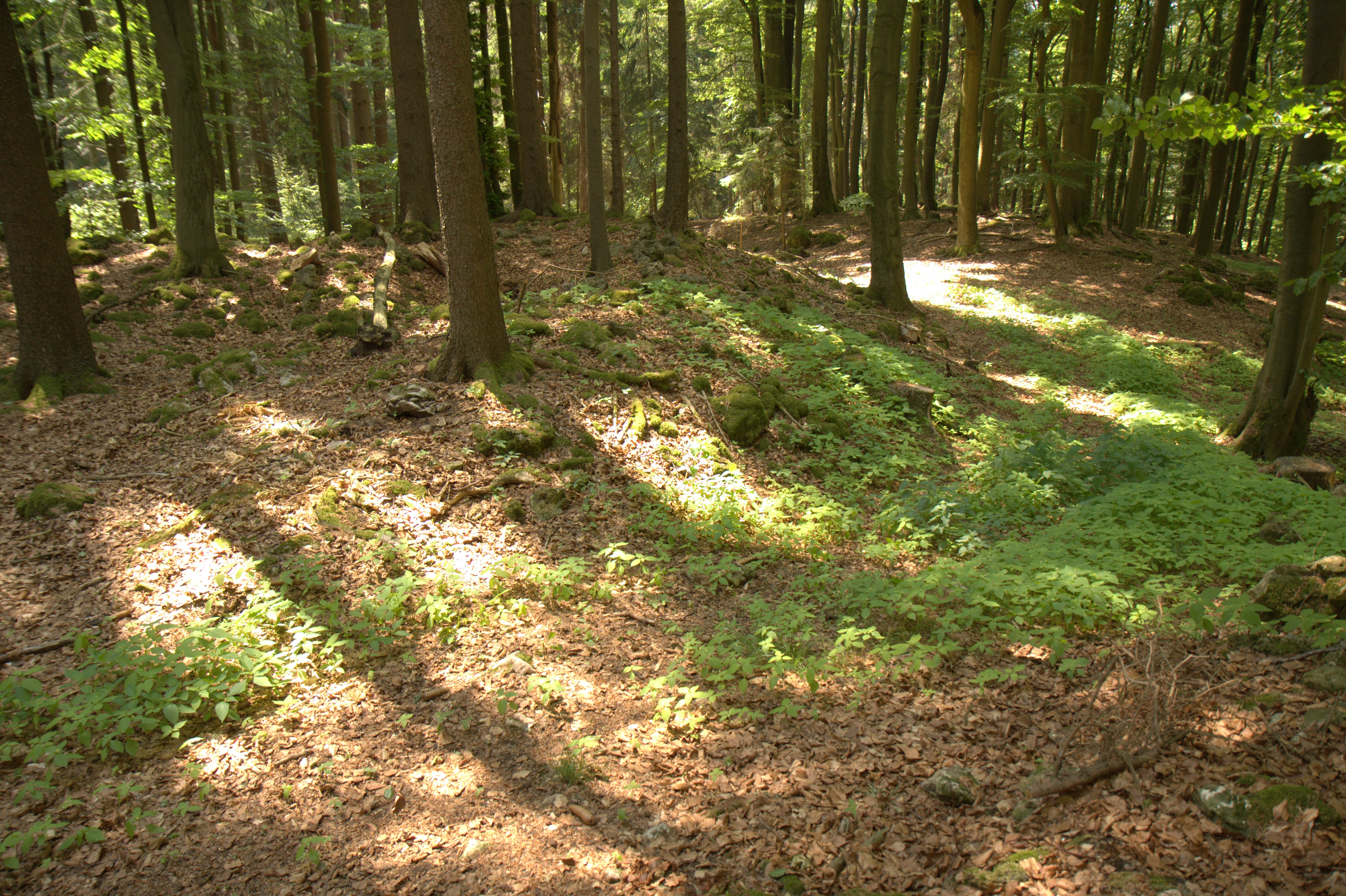
Bild 7: Innenansicht des Zuganges, links der vorspringende Teil des Ringwalles
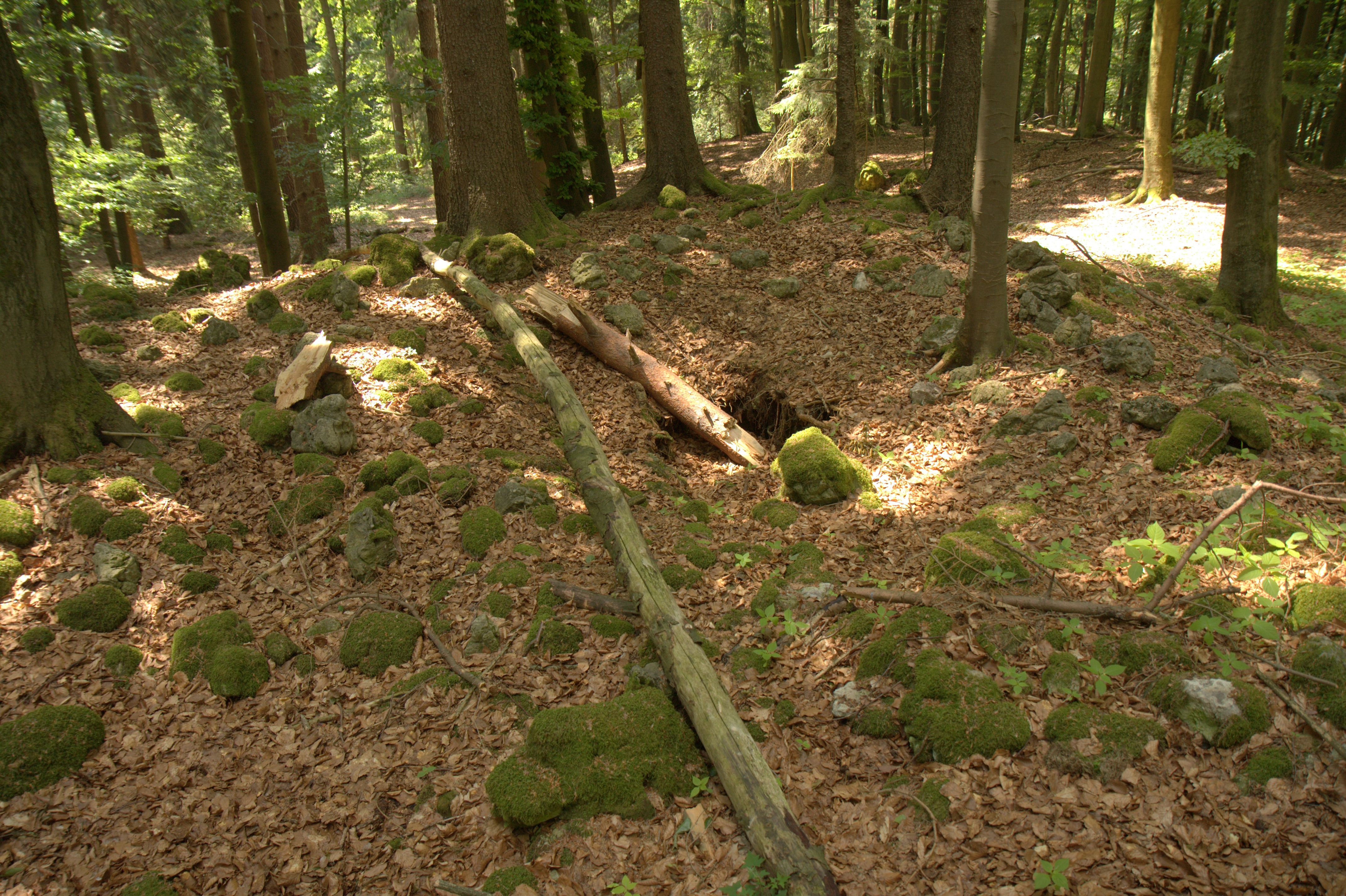
Bild 8: Innenansicht des vorspringenden Teiles der Ringmauer